# Logan County (Ohio)
Logan County ist ein County im Bundesstaat Ohio der Vereinigten Staaten. Der Verwaltungssitz (County Seat) ist Bellefontaine.

## Geographie
Das County liegt im mittleren Westen von Ohio und hat eine Fläche von 1209 Quadratkilometern, wovon 22 Quadratkilometer Wasserfläche sind. Es grenzt im Uhrzeigersinn an folgende Countys: Hardin County, Union County, Champaign County, Shelby County und Auglaize County.

## Geschichte
Logan County wurde am 30. Dezember 1817 aus Teilen des Champaign Countys gebildet. Benannt wurde es nach Benjamin Logan, einem Brigadegeneral der Virginia-Miliz im Amerikanischen Unabhängigkeitskrieg und Abgeordneten in der Kentucky General Assembly.
Neun Bauwerke und Stätten des Countys sind im National Register of Historic Places eingetragen (Stand 10. Mai 2018).

## Demografische Daten
Nach der Volkszählung im Jahr 2000 lebten im Logan County 46.005 Menschen. Davon wohnten 585 Personen in Sammelunterkünften, die anderen Einwohner lebten in 17.956 Haushalten und 12.730 Familien. Die Bevölkerungsdichte betrug 39 Einwohner pro Quadratkilometer. Ethnisch betrachtet setzte sich die Bevölkerung zusammen aus 96,15 Prozent Weißen, 1,71 Prozent Afroamerikanern, 0,20 Prozent Indianern, 0,40 Prozent Asiatischen Amerikanern, 0,03 Prozent Pazifischen Insulanern und 0,27 Prozent aus anderen ethnischen Gruppen; 1,24 Prozent stammten von zwei oder mehr Ethnien ab. 0,72 Prozent der Bevölkerung waren Hispanics oder Latinos.
Von den 17.956 Haushalten hatten 33,3 Prozent Kinder und Jugendliche unter 18 Jahre, die bei ihnen lebten. 57,0 Prozent waren verheiratete, zusammenlebende Paare, 9,5 Prozent waren allein erziehende Mütter, 29,1 Prozent waren keine Familien, 24,8 Prozent waren Singlehaushalte und in 10,3 Prozent lebten Menschen im Alter von 65 Jahren oder darüber. Die Durchschnittshaushaltsgröße betrug 2,53 und die durchschnittliche Familiengröße lag bei 3,01 Personen.
Auf das gesamte County bezogen setzte sich die Bevölkerung zusammen aus 26,7 Prozent Einwohnern unter 18 Jahren, 8,2 Prozent zwischen 18 und 24 Jahren, 27,9 Prozent zwischen 25 und 44 Jahren, 23,3 Prozent zwischen 45 und 64 Jahren und 13,9 Prozent waren 65 Jahre alt oder darüber. Das Durchschnittsalter betrug 37 Jahre. Auf 100 weibliche Personen kamen 96,1 männliche Personen. Auf 100 Frauen im Alter ab 18 Jahren kamen statistisch 93,6 Männer.
Das jährliche Durchschnittseinkommen eines Haushalts betrug 41.479 USD, das Durchschnittseinkommen der Familien betrug 47.516 USD. Männer hatten ein Durchschnittseinkommen von 37.134 USD, Frauen 24.739 USD. Das Prokopfeinkommen betrug 18.984 USD. 7,1 Prozent der Familien und 9,3 Prozent der Bevölkerung lebten unterhalb der Armutsgrenze. Davon waren 11,8 Prozent Kinder oder Jugendliche unter 18 Jahre und 8,5 Prozent waren Menschen über 65 Jahre.

### Orte in Logan County

#### Stadt
- Bellefontaine

#### Villages

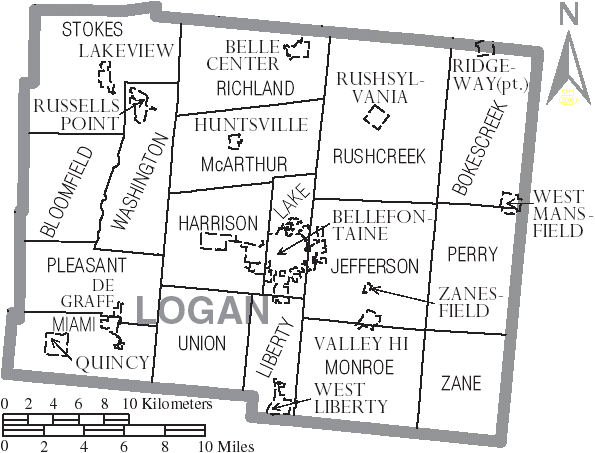
Karte des Logan County

Als Village sind die nachfolgenden Ortschaften inkorporiert:
| - Belle Center - De Graff - Huntsville | - Lakeview - Quincy - Ridgeway | - Rushsylvania - Russells Point - Valley Hi | - West Liberty - West Mansfield - Zanesfield |

#### Townships
| - Bloomfield Township - Bokes Creek Township - Harrison Township - Jefferson Township - Lake Township | - Liberty Township - McArthur Township - Miami Township - Monroe Township | - Perry Township - Pleasant Township - Richland Township - Rushcreek Township | - Union Township - Stokes Township - Washington Township - Zane Township |